# فهرست میراث جهانی در سوئیس
میراث جهانی در سوئیس شامل سیزده اثر ثبت شده در کشور سوئیس است که تا تاریخ ۲۰۲۱ نُه اثر فرهنگی و چهار اثر طبیعی را شامل می‌شوند.
سایت‌های سازمان میراث جهانی آموزشی، علمی و فرهنگی ملل متحد، یونسکو، مکان‌هایی هستند که دارای اهمیت فرهنگی یا طبیعی هستند، همان‌طور که در پیمان‌نامه میراث جهانی یونسکو، که در سال ۱۹۷۲ تأسیس شده، شرح داده شده‌است. سوئیس در تاریخ ۱۷ سپتامبر ۱۹۷۵ این کنوانسیون را تصویب کرد و از آن پس مکان‌های طبیعی و فرهنگی این کشور، که واجد شرایط برای درج در لیست باشند را، معرفی می‌کند.
سه محلی که در سال ۱۹۸۳، برای نخستین بار، در فهرست میراث جهانی ثبت شدند، این‌ها بودند: شهر قدیمی برن، دیر سنت گال، و صومعه بندیکتین در وال موستر. جدیدترین مورد فهرست‌شده نیز جنگل‌های کهنسال راش کارپات و مناطق دیگر اروپا بود که در سال ۲۰۲۱ لیست شد. پنج اثر فهرست‌شده در سوئیس، فرا ملی بوده و میراث مشترک هستند؛ راه‌آهن رت و مونته سن جورجو با ایتالیا، آبسراهای پیش از تاریخ پیرامون آلپ با پنج کشور دیگر، آثار معماری لو کوربوزیه با شش کشور دیگر، جنگل‌های باستانی راش کارپات با هفده کشور دیگر مشترک ثبت شده‌اند. یک اثر نیز در فهرست آزمایشی سوئیس لیست شده‌است.

## میراث جهانی
یونسکو سایت‌ها را با ده معیار فهرست می‌کند. هر ورودی باید حداقل یکی از معیارها را داشته باشد.
| #  | نگاره                                                                                         | نام                                                        | موقعیت (کانتون)             | سال ثبت | شماره ثبت  | معیارها       | شرح | منبع   |
| ۱  | شهر قدیمی برن در حاشیه رود آر                                                                 | شهر قدیمی برن                                              | برن                         | ۱۹۸۳    | ۲۶۷        | iii           | شهر برن در قرن دوازدهم در محل تپه‌ای که از سه طرف توسط رودخانه آر احاطه شده بود، بنا نهاده شد. در طی قرن‌ها، شهر با پیروی از یک برنامه‌ریزی منسجم و استثنایی توسعه یافت، بنابراین کاراکتر اصلی خود را حفظ کرد. این شهر قرون وسطایی شاهد ایجاد فواره‌های آب در قرن شانزدهم و بازسازی و نوسازی ساختمان‌های قدیمی‌تر در قرن هجدهم بود. | [ ۴ ]  |
| ۲  | کاتدرال بزرگ سنت گال با دو گلدسته                                                             | دیر سنت گال                                                | سنت گالن                    | ۱۹۸۳    | ۲۶۸        | ii, iv        | صومعه کارولنژی سنت گال در قرن هشتم میلادی تأسیس شد و در ۱۸۰۵ سکولار شد. این یکی از مهمترین صومعه‌ها در اروپا بود. کتابخانه آن یکی از غنی‌ترین و قدیمی‌ترین کتابخانه‌های جهان است و شامل تعدادی نسخه خطی گرانبها، مانند طرح سنت گال است. در قرن هجدهم بخش‌هایی از ساختمان آن به سبک باروک بازسازی شده. | [ ۵ ]  |
| ۳  | برج ساعتی در کنار دو خانه و موزه                                                              | دیر بندیکتی سنت جان                                        | گراوبوندن                   | ۱۹۸۳    | ۲۶۹        | iii           | صومعه موستر یک دیر مسیحی مربوط به دوره کارولینژیان است و در حدود سال ۷۷۵ تأسیس شد. این کلیسا بزرگترین مجموعه نقاشی‌های دیواری تصویری سوئیس را در خود جای داده‌است که در نیمه اول قرن نهم کشیده شده‌اند. برخی از نقاشی‌های دیواری در قرن بیستم نقاشی شدند، اما بازسازی شدند. از قرن دوازدهم، صومعه به عنوان مرکز مذهبی خواهران بندیکت مورد استفاده قرار گرفته‌است. | [ ۶ ]  |
| ۴  | قلعه‌های مونتبلو و ساسو کوربارو در بالای بلانزونا                                              | سه قلعه، دیوار دفاعی و باروهای بلانزونا                    | تیچینو                      | ۲۰۰۰    | ۸۸۴        | iv            | استحکامات بلانزونا از ورودی دره تیچینو، و به نوبه خود از دسترسی قوای متخاصم به یکی از مهم‌ترین گذرگاه‌های آلپ که به شمال ایتالیا منتهی می‌شد، محافظت می‌کرد. بخش عمده‌ای از استحکامات مربوط به قرن پانزدهم است، اگرچه برخی از بخش‌ها قرن‌ها قدمت دارند. این اثر شامل دو قلعه به نام‌های کاستل‌گرانده و مونته‌بلو است که توسط دیوارهای دفاعی به هم متصل شده‌اند و قلعه سوم به نام ساسو کوربارو، بر روی دماغه‌ای صخره‌ای جدا ساخته شده‌است. سایت در وضعیت حفاظتی عالی قرار دارد. | [ ۷ ]  |
| ۵  | توده یخ و کوهستان در پس‌زمینه                                                                  | منطقه حفاظت شده یونگفراو-آلیتچ                             | برن و وله                   | ۲۰۰۱    | ۱۰۳۷bis    | vii, viii, ix | این سایت یکی از مرتفع‌ترین و یخ‌زده‌ترین نواحی آلپ است که قلل ایگر، مونک، و یونگفراو را دربر می‌گیرد. این یک رکورد ژئومورفولوژیکی از فرآیندهایی است که کوه‌های آلپ را شکل داده‌اند، و همچنین یک زیستگاه متنوع برای حیوانات و گیاهان، که به دنبال عقب‌نشینی یخچال‌ها به‌طور متوالی توسعه می‌یابند. این چشم‌انداز نقش مهمی در توسعه کوهنوردی و گردشگری کوهستانی و همچنین در ادبیات و هنر داشته‌است. در ابتدا در سال ۲۰۰۱ فهرست شد ولی مرزهای سایت در سال ۲۰۰۷ گسترش یافت.      | [ ۸ ]  |
| ۶  | کوه سنت جورجو                                                                                 | مونته سن جورجو*                                            | تیچینو                      | ۲۰۰۳    | ۱۰۹۰       | viii          | مونته سنت جورجو که بر دریاچه لوگنو احاطه و اشراف دارد، جایی است که بهترین فسیل‌های عصر تریاس (۲۴۵–۲۳۰ میلیون سال پیش) در آنجا کشف شده. در آن دوره، این منطقه یک تالاب استوایی بود که محل زندگی خزندگان، ماهی‌ها، دوکفه‌ای‌ها، شاخ‌قوچی، خارپوستان، و سخت‌پوستان بود. فسیل‌های جانوران زمینی نیز حفظ شده‌است، زیرا تالاب در نزدیکی خشکی قرار داشت. بخشی از این سایت در سوئیس در سال ۲۰۰۳ فهرست شد و در سال ۲۰۱۰ به بخش ایتالیایی ملحق گردید.                              | [ ۹ ]  |
| ۷  | Vineyard terraces rise above Lake Geneva                                                      | تاکستان‌های پلکانی لاوو                                     | وو                          | ۲۰۰۷    | ۱۲۴۳       | iii, iv, v    | تاکستان پلکانی لاوو به طول ۳۰ کیلومتر (۱۹ مایل) در امتداد سواحل شمالی دریاچه ژنو از قلعه چیلون تا حومه شرقی لوزان امتداد دارد. قدمت آن به قرن یازدهم بازمی‌گردد، زمانی که این منطقه توسط راهبان نظام سنت بندیکت و سیسترسی‌ها کنترل می‌شد. شراب در طول قرن‌ها برای اقتصاد محلی مهم بوده‌است. منطقه حفاظت‌شده شامل روستاها، ساختمان‌های فردی، جاده‌ها و مسیرهای پیاده‌روی است.                                                                                              | [ ۱۰ ] |
| ۸  | قطاری در مناظر پیرامون ریل آلبولا                                                             | راه‌آهن رت با مناظر آلبولا-برنینا*                          | گراوبوندن                   | ۲۰۰۸    | ۱۲۷۶       | ii, iv        | خطوط راه‌آهن رت در آلبولا و برنینا دو خط راه‌آهن تاریخی است که با عبور از کوه‌های آلپ سوئیس، شهرها را به یکدیگر متصل می‌کند. این ریل در اوایل قرن بیستم ساخته شد و مسیری سریع و آسان به سمت بسیاری از سکونتگاه‌های آلپی که قبلاً منزوی بودند، فراهم کرد. ساخت راه‌آهن نیازمند غلبه بر چالش‌های فنی با پل‌ها، غارها و تونل‌ها بود. این سایت با ایتالیا به صورت مشترک ثبت شده.                                                                                               | [ ۱۱ ] |
| ۹  | Martinsloch (Martins hole) is visible in the center of the Tschingelhörner in the Glarus Alps | رانش کوه گلاروس                                            | گراوبوندن، گلاروس، سنت گالن | ۲۰۰۸    | ۱۱۷۹       | viii          | آلپ در گلاروس دارای راندگی بزرگی است که یک پدیده زمین‌شناسی در آن به وجود آمده که در آن سنگ‌های قدیمی در فرآیندی، بر روی لایه‌های جوان‌تر منتقل می‌غلتند و کوه‌زایی می‌کنند. از آنجایی که این منطقه به خوبی قابل دسترسی است، از قرن ۱۸ نقش مهمی در مطالعات فرآیندهای زمین‌ساختی و علوم زمین‌شناسی ایفا کرده‌است. | [ ۱۲ ] |
| ۱۰ | ساختمان‌های بزرگ و کوچک شهری                                                                   | لشو دو فوند و لو لوکل                                      | نوشاتل                      | ۲۰۰۹    | ۱۳۰۲       | iv            | این دو شهر دورافتاده سوئیس در کوهستان ژورا قرار دارند. به دلیل ضعف زمین‌های کشاورزی، شهرهای مذکور روی ساعت‌سازی متمرکز شدند. پس از آتش‌سوزی‌های ویرانگر در قرن نوزدهم، هر دو شهر برای حمایت از این صنعت واحد بازسازی شدند. در اواخر قرن ۱۹ و ۲۰ ساعت ساختن از یک صنایع دستی خانگی به یک صنعت کارخانه‌ای تبدیل شد. کارل مارکس از این تاریخچه شهر لشو دو فوند برای مطالعه موردی خود در باب "کارخانه-شهر بزرگ" در کتابش سرمایه (کتاب) استفاده کرده‌است.                   | [ ۱۳ ] |
| ۱۱ | بقایای پالافیت‌های زیر آب، ایستگاه مورجس                                                       | آبسراهای پیش از تاریخ پیرامون آلپ*                         | ۵۶ محل مختلف                | ۲۰۱۱    | ۱۳۶۳       | iv, v         | این مجموعه فراملیتی (مشترک با اتریش، فرانسه، آلمان، ایتالیا و اسلوونی) شامل ۱۱۱ مکان کوچک از بقایای ماقبل تاریخی آبسراهایی است که در داخل و اطراف کوه‌های آلپ به جا مانده و متعلق به حدود ۵۰۰۰ تا ۵۰۰ قبل از میلاد است و در لبه دریاچه‌ها، رودخانه‌ها یا تالاب‌ها جای گرفته. آنها حاوی انبوهی از اطلاعات در مورد زندگی و تجارت در فرهنگ‌های کشاورزی نوسنگی و عصر برنز در اروپای حومه آلپ هستند. پنجاه و شش سایت از این مجموعه در سوئیس واقع شده‌است.                   | [ ۱۴ ] |
| ۱۲ | ساختمان کلارته                                                                                | آثار معماری لو کوربوزیه، مشارکتی پیشگام در جنبش هنری مدرن* | وود، ژنو                    | ۲۰۱۶    | ۱۳۲۱rev    | i, ii, vi     | این سایت فراملی (مشترک با آرژانتین، بلژیک، فرانسه، آلمان، هند و ژاپن) شامل ۱۷ اثر از معمار فرانسوی-سوئیسی لوکوربوزیه است. لوکوربوزیه نماینده مهم جنبش مدرنیستی بود که تکنیک‌های معماری جدیدی را برای پاسخگویی به نیازهای جامعه در حال تغییر معرفی کرد. دو سایت در سوئیس فهرست شده‌اند که شامل ساختمان کلارته و ویلا ل لاک می‌شوند. | [ ۱۵ ] |
| ۱۳ |                                                                                               | جنگل‌های کهنسال راش کارپات و مناطق دیگر اروپا*              | تیچینو، سولوتورن            | ۲۰۱۷    | ۱۱۳۳quater | ix            | جنگل‌های راش اولیه کارپاتی برای مطالعه گسترش درخت راش در نیمکره شمالی در محیط‌های مختلف و محیط جنگل استفاده می‌شوند. این سایت برای اولین بار در سال ۲۰۰۷ در اسلواکی و اوکراین فهرست شد. در سال‌های ۲۰۱۱، ۲۰۱۷ و ۲۰۲۱ گسترش یافت تا جنگل‌های ۱۸ کشور را دربر گیرد. دو جنگل «بتلاشستوک» و «واله د لودانو» در سوئیس، در سال ۲۰۲۱ به این فهرست اضافه شدند. | [ ۱۶ ] |

## فهرست آزمایشی
علاوه بر مکان‌هایی که در فهرست میراث جهانی ثبت شده‌اند، کشورهای عضو می‌توانند فهرستی از مکان‌های آزمایشی را که ممکن است برای نامزدی در نظر گرفته شوند، ارائه کنند. نامزدهای فهرست میراث جهانی تنها در صورتی پذیرفته می‌شوند که سایت قبلاً در فهرست آزمایشی ثبت شده باشد. تا تاریخ ۲۰۲۱ سوئیس یک اثر را در فهرست آزمایشی خود دارد.
| # | نگاره                           | نام            | موقعیت (کانتون) | سال ثبت | شماره ثبت | معیارها | شرح | منبع   |
| - | ------------------------------- | -------------- | --------------- | ------- | --------- | ------- | --- | ------ |
| ۱ | پل سالگیناتوبل از منظر پایین پل | پل سالگیناتوبل | گراوبوندن       | ۲۰۱۷    | ۶۱۹۱      | i, iv   | یک پل بتن آرمه که ۱۳۲ متر (۴۳۳ فوت) بلندی داشته و ۹۳ متر (۳۰۵ فوت) است، توسط مهندس سوئیسی روبرت مایلارت (۱۸۷۲–۱۹۴۹) طراحی شد و در سال ۱۹۳۰ ساخت آن به فرجام رسید. این پل برجسته به علت استفاده نوآورانه از مواد جدید در طول ساخت و طراحی زیبایش شناخته می‌شود. | [ ۱۸ ] |